# 温鲍姆陨击坑

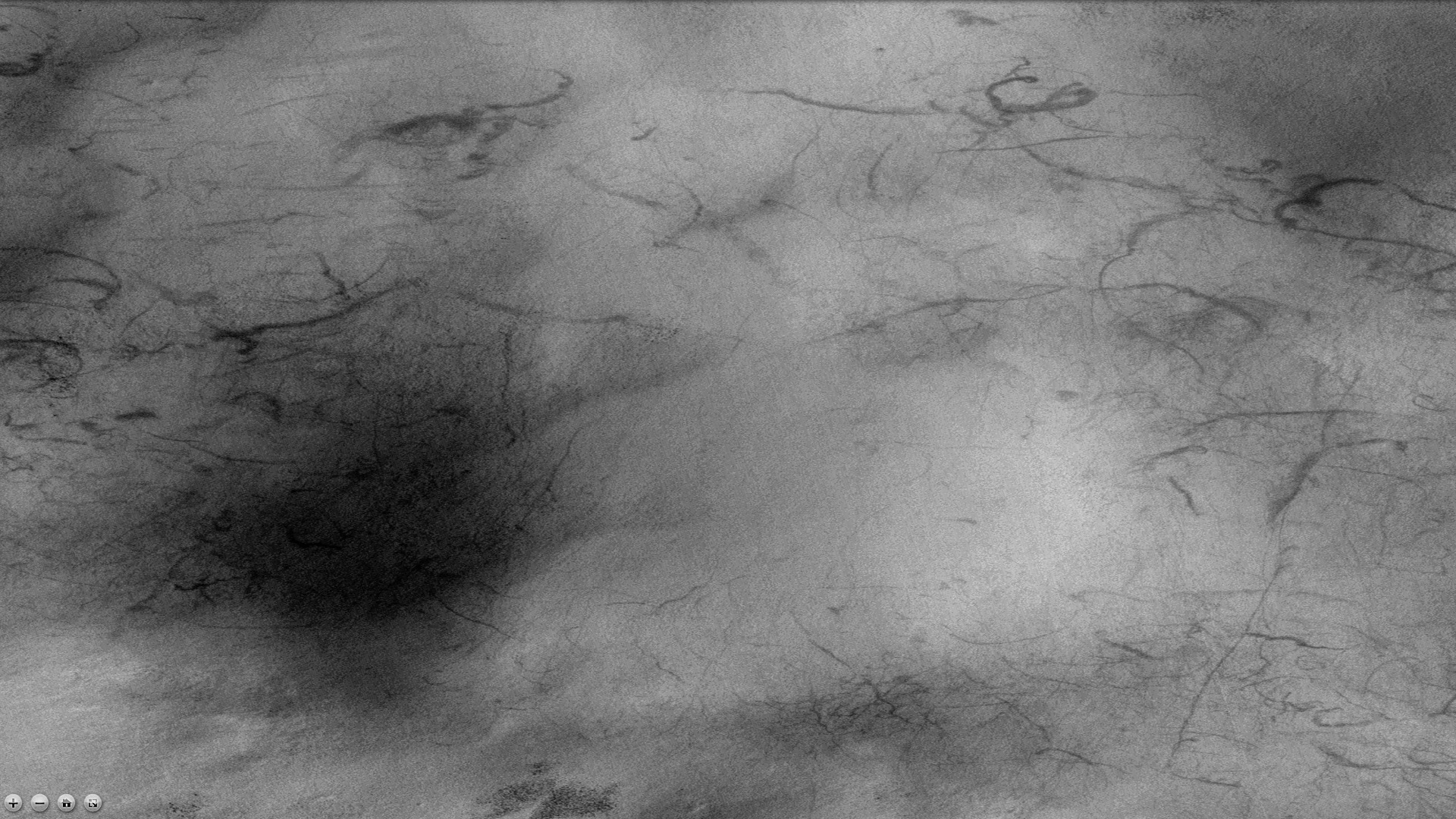
显示了温鲍姆陨击坑区域尘暴痕迹的火星勘测轨道飞行器背景相机照片，照片区域就位于陨石坑边缘外，注：这是前一幅图像的放大。

温鲍姆陨击坑（Weinbaum）是火星南海区的一座撞击坑，其中心坐标位于南纬65.5度、西经245.4度处，直径82公里（51英里）。该特征取名自美国科幻小说作家斯坦利·格劳曼·温鲍姆（1902年-1935年），1973年被国际天文联合会行星系统命名工作组批准接受。

## 另请查看
- 火星撞击坑